# Marc Andrieu
Marc Andrieu (Carmaux, 19 de septiembre de 1959) es un ex–jugador francés de rugby que se desempeñaba como wing.

## Selección nacional
Fue convocado a Les Bleus por primera vez en junio de 1986 para enfrentar a los Pumas y disputó su último partido en marzo de 1990 ante el XV del Trébol. En total jugó 26 partidos y marcó seis tries para un total de 24 puntos (un try valía 4 puntos por aquel entonces).

### Participaciones en Copas del Mundo
Solo disputó una Copa del Mundo; Nueva Zelanda 1987 donde Andrieu fue llevado como suplente, jugó partidos de fase de grupos y marcó un try ante los Stejarii. Les Bleus integrados por jugadores como Philippe Sella y Serge Blanco; mostrarían un gran nivel a lo largo del torneo, ganaron su grupo concediendo solo un empate ante el XV del Cardo, vencieron a los Flying Fijians en cuartos de final, derrotaron a los Wallabies en semifinales y perdieron la final ante los anfitriones; los All Blacks.
| Mundial                       | Sede          | Resultado  | PJ | Tries |
| ----------------------------- | ------------- | ---------- | -- | ----- |
| Copa Mundial de Rugby de 1987 | Nueva Zelanda | Subcampeón | 2  | 1     |

## Palmarés
- Campeón del Torneo de las Seis Naciones de 1989.
- Campeón del Top 14 de 1979–80, 1980–81 y 1982–83.